# 歌旅 -中島みゆきコンサートツアー2007-
『歌旅 -中島みゆきコンサートツアー2007-』（うたたび なかじまみゆきコンサートツアーにせんなな）は、2008年6月11日に発売された中島みゆきのライブ・アルバムとライブDVDである。

## 解説
2007年9月から12月まで行われたコンサートツアーより、同年12月18日〜12月19日に東京国際フォーラムで行われたコンサートを収録。中島みゆき初のコンサートツアーDVDである。

## ライブ・アルバム

### 解説
- 同時発売されたDVD版に収録されなかった3曲（「ホームにて」「蕎麦屋」「EAST ASIA」）も収録されている。
- 「地上の星（ライブ・カラオケ・バージョン）」は、DVD版に収録されているヴォーカル入りバージョンではなく、同コンサートのライブ音源から中島本人のヴォーカルを抜いたインストゥルメンタルとなっている。
- ただし、DVD版に収録されている「1人で生まれて来たのだから」「一期一会」「with」「命の別名」「糸」「ララバイSINGER～アザミ嬢のララバイ」「宙船」「唇をかみしめて」「I Love You, 答えてくれ」「ボディ・トーク」「重き荷を負いて」「地上の星（ヴォーカル入りバージョン）」はCD版には収録されていない。
- 曲順は編集されており、実際のコンサートでの曲順とは異なっている（DVD版では実際の曲順通りに収録されている）。

### 収録曲
- 全作詞/作曲：中島みゆき

1. 御機嫌如何 - How Are You Doing?[注 1]
2. ホームにて  - On The Platform
3. あなたでなければ - It Has To Be You
4. 蕎麦屋 - Soba-ya
5. EAST ASIA
6. ボディ・トーク - Body Talk
7. 昔から雨が降ってくる - Here Comes The Ancient Rain
8. ファイト! - Fight!
9. 誕生 - Birth
10. 本日、未熟者 - Today, I'm A Novice
11. 背広の下のロックンロール - Rock'n'Roll In A Suit
12. 地上の星（ライブ・カラオケ・バージョン） - Earthly Stars (Unsung Heroes)

## ライブDVD/BD

### 解説
各会場のバックステージや移動中の模様などのオフショットも収録されている。2011年3月16日にBlu-ray Disc版が発売された。
CD版に非収録の「1人で生まれて来たのだから」「一期一会」「with」「命の別名」「糸」「ララバイSINGER～アザミ嬢のララバイ」「宙船」「唇をかみしめて」「I Love You, 答えてくれ」「ボディ・トーク」「重き荷を負いて」「地上の星（ヴォーカル入りバージョン）」も収録された。
- ただし、CD版に収録されている「ホームにて」「蕎麦屋」「EAST ASIA」の3曲は非収録[2]。これは、コンサートにおいて日替わりの曲目だったためである[3]。

### 収録曲
- 全作詞/作曲：中島みゆき（特記以外）

#### DISC1
1. 御機嫌如何
2. 1人で生まれて来たのだから
3. あなたでなければ
4. 一期一会
5. with
6. 糸
7. 命の別名
8. ララバイSINGER～アザミ嬢のララバイ
9. 宙船（そらふね）（共演：宮下文一）
10. 昔から雨が降ってくる

#### DISC2
1. 唇をかみしめて（作詞・作曲:吉田拓郎）
2. ファイト!
3. 誕生
4. I Love You, 答えてくれ
5. ボディ・トーク
6. 重き荷を負いて
7. 本日、未熟者
8. 地上の星
9. 背広の下のロックンロール

## 演奏者
- Vocals：中島みゆき

- Conductor & Keyboards：小林信吾
- Drums：江口信夫
- Bass：富倉安生
- Guitars：古川望・古川昌義
- Piano：中西康晴
- Saxophone & Keyboards：中村哲
- Chorus：杉本和世・三松亜美・宮下文一
- Violin：伊能修・高橋洋子・牛山玲名・執行恒宏・氏川恵美子・久保啓子
- Cello：友納真緒・徳澤青弦

## 映画
2007年のコンサートツアーをデジタル編集、5.1サウンドで再編集した劇場公開版。2週間限定プレミアム上映。通常のライブツアーを収録した初のライブ映画となる。オリジナル映像はツアー風景なども収録された3時間あまりになるが、映画版はそのうちの演奏シーンのみを抜き出している。
2017年、CSファミリー劇場にて放映された。
セットリスト
- 御機嫌如何
- 1人で生まれて来たのだから
- あなたでなければ
- 一期一会
- with
- 糸
- 命の別名
- ララバイ SINGER〜アザミ嬢のララバイ
- 宙船
- 昔から雨が降ってくる
- 唇をかみしめて
- ファイト!
- 誕生
- I Love You,答えてくれ
- ボディ・トーク
- 重き荷を負いて
- 本日、未熟者
- 地上の星
- 背広の下のロックンロール
- 荒野より (プロモーションビデオ・フルバージョン)